# Szponiastonóg zbrojny
Szponiastonóg zbrojny (Pternistis bicalcaratus) – gatunek średniej wielkości ptaka z rodziny kurowatych (Phasianidae). Występuje w zachodniej i północno-zachodniej Afryce. Nie jest zagrożony wyginięciem.

## Morfologia
Długość ciała wynosi od 30 do 33 cm. Tułów brązowy, brzuch i pierś silnie kreskowane. Głowa szarobrązowa z rdzawobrązowym karkiem i ciemieniem oraz wąską, białą brwią. Dziób i nogi zielonkawe lub szarożółte. Brak dymorfizmu płciowego, samiec posiada ostrogi.

## Występowanie
Ptak osiadły, występuje w zachodniej i północno-zachodniej Afryce. Główna populacja żyje na południe od Sahary, m.in. w Senegalu, Gwinei, Burkinie Faso i Nigerii. Gniazduje również w Maroku, ale nielicznie i lokalnie.
Międzynarodowy Komitet Ornitologiczny (IOC) wyróżnia trzy podgatunki, które zamieszkują:
- P. b. adamauae (Neumann, 1915) – środkowa Nigeria do Kamerunu i południowo-zachodniego Czadu
- P. b. ayesha (Hartert, EJO, 1917) – zachodnie Maroko
- P. b. bicalcaratus (Linnaeus, 1766) – Senegambia i południowa Mauretania do zachodniej Nigerii

## Ekologia

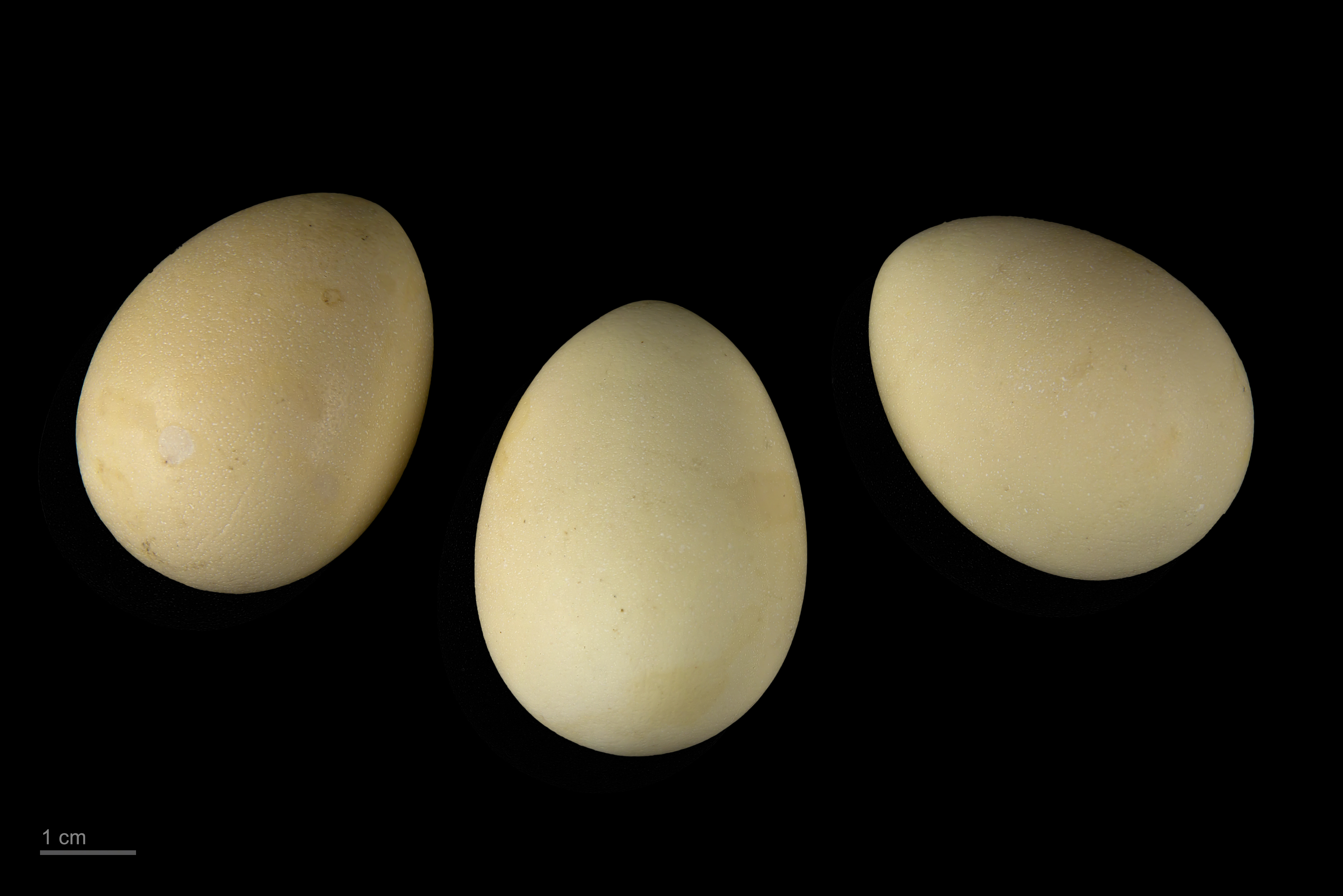
Jaja podgatunku ayesha z kolekcji muzealnej

Szponiastonóg zbrojny żyje w zaroślach, lasach, gajach palmowych, zarośniętych uedach i pastwiskach. Płochliwy, najłatwiej zlokalizować go po głosie. Śpiewa przeważnie o świcie z podwyższenia (słupa, drzewa, skały). Piosenka to niskie, powtarzane kuarr kuarr; odzywa się również zgrzytliwym krrrr krrrr.

## Status
Międzynarodowa Unia Ochrony Przyrody (IUCN) uznaje szponiastonoga zbrojnego za gatunek najmniejszej troski (LC – Least Concern). Liczebność światowej populacji nie została oszacowana; w 1994 i 2000 roku ptak opisywany był jako lokalnie pospolity i bardzo liczny. Trend liczebności populacji jest spadkowy ze względu na nadmierne polowania poza obszarami chronionymi. Podgatunek ayesha, którego populacja liczy prawdopodobnie jedynie kilkaset osobników, jest narażony na wyginięcie ze względu na nadmierne polowania.